# Di Luna Blues Band
Di Luna Blues Band је београдска блуз група позната по одличним концертним наступима, коју предводи гитариста Драган Марковић Маре. Основали су је 1989. Маре и Саша Ранђеловић Ранђа.
Нису издали ни један самостални албум, али су им песме уврштене на три компилације.